# Bella Block: … denn sie wissen nicht, was sie tun
… denn sie wissen nicht, was sie tun ist ein deutscher Fernsehfilm von Markus Imboden aus dem Jahr 2005. Es handelt sich um den 18. Filmbeitrag der ZDF-Kriminalfilmreihe Bella Block und den ersten Fall, den die Kommissarin zusammen mit ihrem neuen Kollegen Jan Martensen (Devid Striesow) zu lösen hat.

## Handlung
Maike, die Tochter der Apothekerin Daniela Wagner, wurde entführt. Bei der Geldübergabe erschießt einer der Entführer seinen Komplizen, als dieser seine Maske verliert und für die besorgte Mutter das wahre Gesicht ersichtlich wird. Maike wird kurz darauf, nach sieben langen Tagen, wieder freigelassen.
Bella Block wird zum Tatort gerufen und ermittelt den Fall mit ihrem neuen Kollegen Jan Martensen. Nach Wiederherstellung des Speichers aus dem zerstörten Handy des Toten führt dies sehr schnell zu Daniela Wagner. Mutter und Tochter Wagner leugnen eine Beziehung zu dem Toten und geben sich gegenseitig ein Alibi. Die Überprüfung der Finanzlage der Wagners ergibt, dass die Apothekerin einen 600.000-Euro-Kredit aufgenommen hat, was für Bella Block nur den Schluss auf eine Entführung zulässt. Daniela Wagner erklärt auf eindringliche Nachfrage, dass sie keine Anzeige erstattet hat, weil sie möchte, dass ihre Tochter zur Ruhe kommt. Trotzdem muss Maike noch einmal befragt werden, um Anhaltspunkte zu den Entführern zu bekommen. Doch das Mädchen blockt ab und will nicht kooperieren, zu sehr leidet sie noch unter den Nachwirkungen der Entführung. Sie hat sich insgeheim vorgenommen, die Männer selber zu bestrafen.
Die Identität des Toten klärt sich, als dessen Mutter sich meldet und ihren Sohn identifiziert. Das bringt eine Spur zu seinen ehemaligen Arbeitskollegen Thomas und Mario Kramer. Bella Block ordnet eine Dauerüberwachung gegen die beiden an. Doch kurz zuvor beginnt Maike die Entführer zu stalken und fordert von ihnen das Geld zurück. Während Tom bereit ist, ihr die Beute zurückzugeben, sieht Mario das anders. Im Streit, den Maike hautnah miterlebt, gelangt sie an Marios Waffe und schießt ihn nieder. Thomas, der sich insgeheim in Maike verliebt hat, nimmt die Tat auf sich und legt ein Geständnis ab. Doch Bella Block ist klar, dass sich das Ganze anders abgespielt haben muss. Sie stellt Maike zur Rede, die in Tränen aufgelöst meint: „Einer musste es doch tun.“ Am Ende steht für sie die bittere Erkenntnis, dass es nicht Selbstjustiz ist, die die Wunden heilt.

## Hintergrund
Der Film wurde in Hamburg gedreht und am 12. Februar 2005 um 20:15 Uhr im ZDF erstausgestrahlt.

## Kritik
Rainer Tittelbach von tittelbach.tv urteilte: „Ein überbehütetes Töchterchen (intensiv: Sophie Rogall) aus gutem Hause verliert nach einer Woche in der Hand von Verbrechern das Gefühl für Recht und Unrecht – und erschießt ihren Peiniger.“ „Der Film ist spannend und voller überraschender Wendungen. Die Tonlage bleibt kühl und die Heldin distanziert. Bella Block ist keine Kommissarin, die bei einem verwirrten Teenager andere moralische Maßstäbe anlegt. Was bei ihr bleibt, ist Nachdenklichkeit.“
Die Kritiker der Fernsehzeitschrift TV Spielfilm vergaben die beste Wertung (Daumen nach oben) und meinten: „Klug gebauter Fall zum Thema Selbstjustiz.“